# 佐藤英夫 (外交官)
佐藤 英夫（さとう ひでお）は、日本の外交官。アフガニスタン駐箚特命全権大使、バーレーン駐箚特命全権大使を経て、2011年（平成23年）9月1日から2014年（平成26年）7月4日までイスラエル駐箚特命全権大使。2014年（平成26年）8月29日から文化交流担当特命全権大使。

## 経歴・人物
東京都出身。1972年（昭和47年）上智大学外国語学部を卒業後、牧師を志して神学校に進学。神学校の課程を中途にしてギリシャに移り、1977年（昭和52年）からはイスラエルに移る。テルアビブ大学でヘブライ語を学んで卒業。
留学費用を稼ぐために在イスラエル日本国大使館に勤務したのち、1982年（昭和57年）5月外務事務官に採用され外務省に入省する。1991年からワシントンD.C.在勤。1998年キャリア外交官に登用される。外務省文化交流部国際文化協力室長、在イスラエル日本国大使館参事官を経て、2005年（平成17年）8月、外務省中東アフリカ局中東第一課長。2008年（平成20年）1月、アフガニスタン駐箚特命全権大使。2009年（平成21年）7月 バーレーン駐箚特命全権大使。2011年（平成23年）9月1日からイスラエル駐箚特命全権大使。2014年（平成26年）8月29日から特命全権大使（文化交流担当）。
2014年（平成26年）3月7日付のイスラエル紙ハアレツに寄稿し、安倍晋三首相の靖国神社参拝後、中国が同紙などで展開した対日批判に、「曲解された事実と歴史によって読者に誤解を与える」と反論した。2015年外務省参与。
2023年、瑞宝中綬章受章。

## 同期
- 天野之弥（09年国際原子力機関事務局長・05年在ウィーン国際機関日本政府代表部大使）
- 小松一郎（13年内閣法制局長官・11年駐フランス大使・08年駐スイス大使・05年外務省国際法局長・03年外務省欧州局長）
- 武藤正敏（10年駐韓大使・07年駐クウェート大使）
- 小島誠二（12年関西担当大使・10年駐タイ大使・09年儀典長・08年科学技術協力担当大使・06年駐パキスタン大使）
- 神余隆博（12年関西学院大学副学長・08年駐ドイツ大使・06年国連大使（次席））
- 高橋文明（09年駐スペイン大使・03年駐カンボジア大使）
- 野本佳夫（08年駐スロバキア大使）
- 石栗勉（京都外国語大学教授・国連アジア太平洋平和軍縮センター所長）
- 石川薫（日本国際フォーラム研究本部長・10年駐カナダ大使・07年駐エジプト大使・05年外務省経済局長）
- 伊藤誠（10年駐ブルガリア大使・06年駐タンザニア大使）
- 近藤誠一（10年文化庁長官・08年駐デンマーク大使・06年ユネスコ大使）
- 橋広治（10年駐パプアニューギニア大使）
- 峯村保雄（11年駐エルサルバドル大使）
- 肥塚隆（13年迎賓館長・10年駐オランダ大使・07年宮内庁式部副長・04年駐ホンジュラス大使）
- 山口英一（10年駐バチカン大使・07年駐コスタリカ大使）
- 横田順子（10年駐ラオス大使）
- 二階尚人（14年駐チリ大使・11年駐ガーナ大使）
- 松原昭（12年駐マリ大使）
- 荒木喜代志（11年駐トルコ大使・09年COP10担当大使・08年国際テロ対策担当大使）